# Bundesministerium der Verteidigung

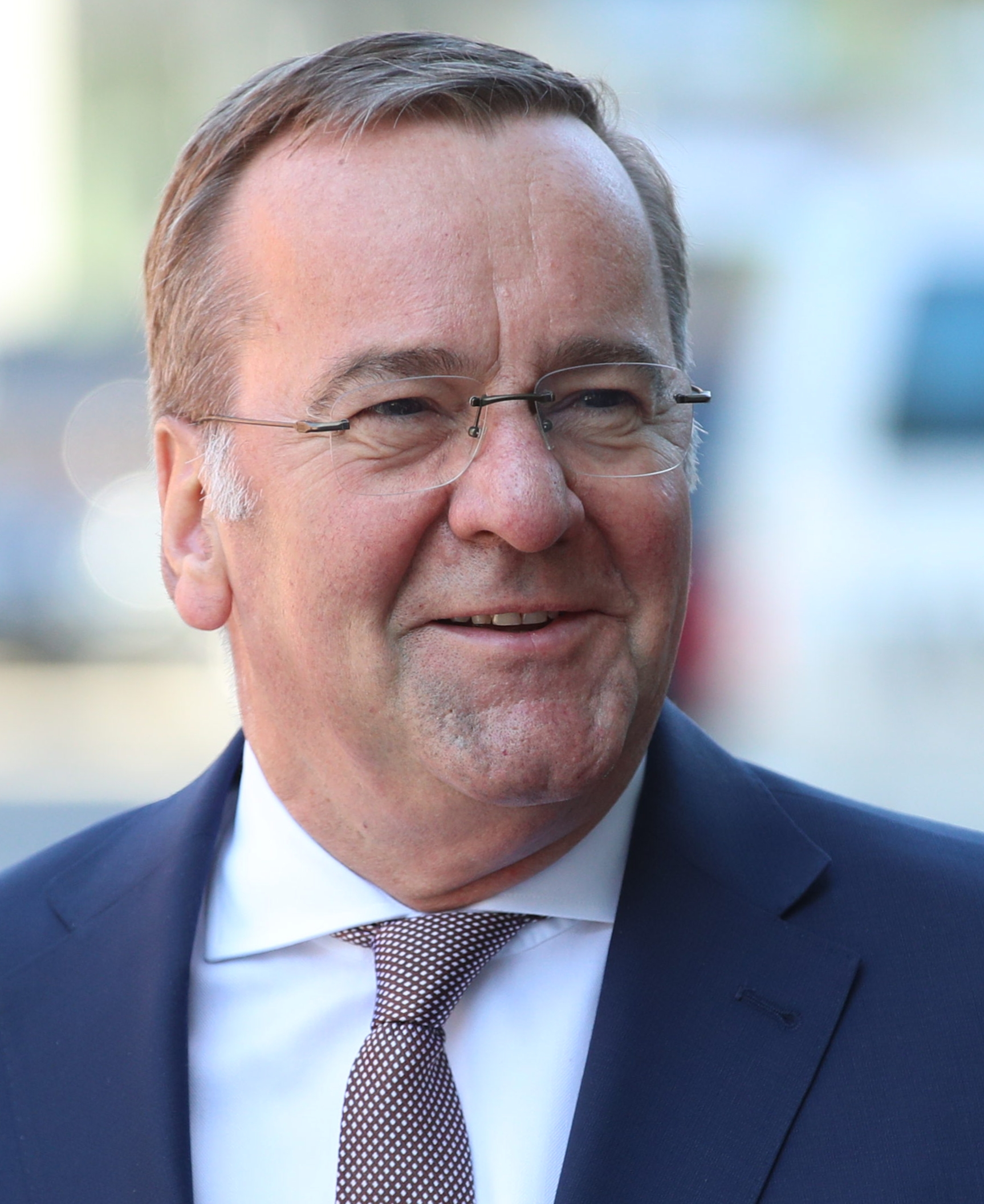
Boris Pistorius (SPD)
Bundesminister der Verteidigung

Das Bundesministerium der Verteidigung (BMVg, bis 1972 BMVtg) ist eine oberste Bundesbehörde der Bundesrepublik Deutschland.
Das Bundesministerium ist innerhalb der Bundesregierung das Fachressort für die militärische Verteidigung und alle Angelegenheiten der Bundeswehr. Es ist höchste militärische Kommandobehörde für die Streitkräfte und oberste Dienstbehörde für die Bundeswehrverwaltung, ohne selbst Teil von beiden zu sein.
Das Verteidigungsministerium wird seit dem 19. Januar 2023 von Boris Pistorius (SPD) geleitet.
Neben der politischen Verantwortung hat er im Frieden die Befehls- und Kommandogewalt über die Streitkräfte. Er ist der höchste Vorgesetzte aller Soldaten seines Geschäftsbereichs und deren oberster Disziplinarvorgesetzter.

## Geschichte
Bereits 1950 übertrug der damalige Bundeskanzler, Konrad Adenauer, die Leitung der Planungen für einen Verteidigungsbeitrag der Bundesrepublik Deutschland an Theodor Blank. Im Dezember 1950 begannen etwa 20 Mitarbeiter mit intensiven Vorarbeiten in Blanks Dienststelle mit der Bezeichnung „Der Beauftragte des Bundeskanzlers für die mit der Vermehrung der alliierten Truppen zusammenhängenden Fragen“. Bis Juni 1955 wuchs dieses sogenannte Amt Blank auf über 1300 Beschäftigte an. Es wurde am 7. Juni 1955 in Bundesministerium für Verteidigung umbenannt und die Bezeichnung auch so im kurz darauf geänderten Grundgesetz übernommen. Am 30. Dezember 1961 wurde die Bezeichnung (jedoch nicht im Grundgesetz) – als eines der klassischen Ressorts wie Auswärtiges, Finanzen, Inneres und Justiz – in Bundesministerium der Verteidigung geändert.

## Dienstsitze

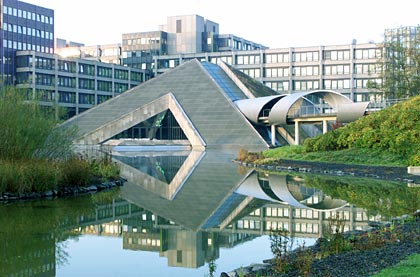
Erster Dienstsitz des BMVg auf der Hardthöhe in Bonn, im Vordergrund die „Pyramide“ (Kantine)

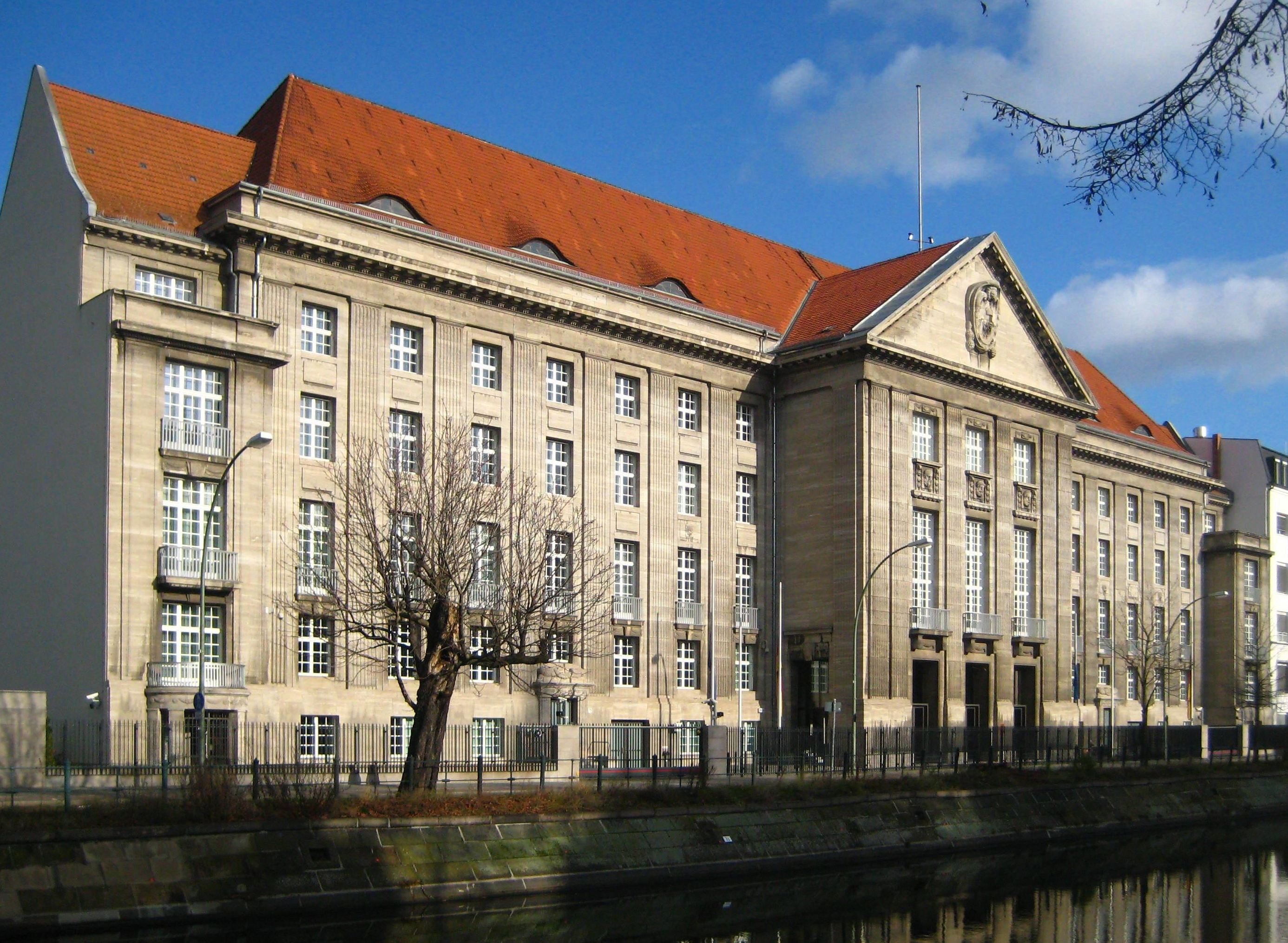
Zweiter Dienstsitz im Bendlerblock Berlin

Der erste Dienstsitz des Ministeriums befindet sich auf der Hardthöhe in Bonn, ein zweiter Dienstsitz seit 1993 im Bendlerblock in Berlin. An beiden Dienstsitzen sind insgesamt etwa 2500 Mitarbeiter tätig. Bei seiner Gründung war das Ministerium in der Bonner Ermekeilkaserne untergebracht. Der Umzug auf die Hardthöhe erfolgte ab 1960.

## Organisation
Die Bundeswehrverwaltung wird in bundeseigener Verwaltung mit eigenem Verwaltungsunterbau geführt (Art. 87b Abs. 1 Satz 1 GG). Die Organisation der Verteidigung, insbesondere die Spitzengliederung der Bundeswehr und die endgültige Organisation des Bundesministeriums der Verteidigung, bleiben besonderer gesetzlicher Regelung vorbehalten (§ 90 SG).

### Ministerium

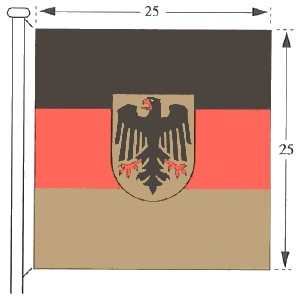
Kfz-Stander des Bundesministers der Verteidigung

Verbandsabzeichen für Heeresuniformträger im BMVg

Gesetzentwürfe über die Organisation der militärischen Landesverteidigung blieben in den 1950er- und 1960er-Jahren erfolglos. Im Hinblick auf die im Grundgesetz selbst enthaltenen Organisationsgrundsätze, vor allem das parlamentarische Budgetrecht (Art. 87a Abs. 1 Satz 2 GG), wurde die Spitzengliederung der Bundeswehr, insbesondere das Verhältnisses zwischen der militärischen und der zivilen Führung der Streitkräfte, durch Erlasse in den Jahren 1970 (Blankeneser Erlass), 2005 (Berliner Erlass), 2012 (Dresdner Erlass) und 2024 geregelt. Aktuell gültig ist der Osnabrücker Erlass vom 30. April 2024, der seit dem 1. Mai 2024 in Kraft ist.
Das BMVg ist oberste Bundesbehörde und höchste Kommandobehörde der Streitkräfte. An der Spitze stehen der Minister, zwei Parlamentarische Staatssekretäre, zwei (beamtete) Staatssekretäre, der Generalinspekteur der Bundeswehr sowie der Leitungsbereich. Die Parlamentarischen Staatssekretäre Nils Schmid und Sebastian Hartmann (beide SPD, seit 2025) vertreten den Minister im politisch-parlamentarischen Bereich. Die beiden (beamteten) Staatssekretäre, Nils Hilmer (seit 2023) und Benedikt Zimmer (seit 2018), unterstützen ihn in der fachlichen Leitung des Ministeriums und in der Ausübung der Befehls- und Kommandogewalt. Der Generalinspekteur, Carsten Breuer, berät den Minister militärisch. Er ist der ranghöchste Soldat und für die Gesamtkonzeption der Streitkräfte verantwortlich. Das Ministerium ist in zehn Abteilungen gegliedert, die aktuelle Struktur wurde zum 1. Februar 2024 eingenommen.
Der Leitungsstab und der Planungs- und Führungsstab bilden den Leitungsbereich. Der Leitungsstab organisiert die tägliche Arbeit des Ministers. Er bereitet Sitzungen und Termine vor und koordiniert die Zusammenarbeit mit der Regierung und dem Parlament. Ihm gehören das Büro des Ministers, seine Adjutantur, das „Parlament- und Kabinettreferat“ sowie das Protokoll an. Zudem koordiniert er die Medienarbeit des Ministeriums. Er unterrichtet die Presse und die Öffentlichkeit über die Bundeswehr und die Verteidigungs- und Sicherheitspolitik Deutschlands. Der Stab Organisation und Revision, der die Leitung bei der Gestaltung der Bundeswehr unterstützte, wurde 2023 in die Abteilung Recht integriert. Als zentrale Anlaufstelle führte er alle organisatorischen und strukturellen Angelegenheiten der militärischen und zivilen Ebenen zusammen.
Das BMVg gliedert sich in zehn Abteilungen:
- Politik (Pol; Ministerialdirektor Jasper Wieck)
- Rüstung (Rü; Vizeadmiral Carsten Stawitzki)
- Cyber- und Informationstechnik (CIT; Generalleutnant Michael Vetter)
- Militärstrategie, Einsatz und Operationen (MEO; Generalleutnant Gunter Schneider)
- Planung (Plg; Generalleutnant Gert Nultsch)
- Einsatzbereitschaft und Unterstützung Streitkräfte (EBU; Generaloberstabsarzt Nicole Schilling)
- Haushalt (H; Ministerialdirektor Karl Henning Bald)
- Recht und Organisation (RO; Ministerialdirektor Jan Stöß)
- Personal (P; Ministerialdirektorin Oda Döring)
- Infrastruktur, Umweltschutz und Dienstleistungen (IUD; Ministerialdirektor Alexander Götz)

Staatssekretär Benedikt Zimmer sind die Abteilungen Rü und CIT unmittelbar unterstellt. Staatssekretär Nils Hilmer sind die Abteilung Pol, H, Ro, P und IUD unterstellt. Dem Generalinspekteur der Bundeswehr sind die Abteilung Plg, EBU und MEO unterstellt.
Die Parlamentarischen Staatssekretäre unterstützen den Verteidigungsminister bei der parlamentarischen und politischen Vertretung der Aufgaben aus allen Abteilungen.
Das Stabselement „Chancengerechtigkeit, Vielfalt und Inklusion“ mit der Ansprechstelle „Diskriminierung und Gewalt in der Bundeswehr“ ist Teil der Abteilung Personal und richtet sich an „alle aktiven und ehemaligen, zivilen und militärischen Bundeswehrangehörigen, die Mobbing, Diskriminierung, körperliche oder seelische Gewalt innerhalb der Bundeswehr erfahren oder erfahren haben. Das gilt auch im Zusammenhang mit Benachteiligungen aufgrund der sexuellen Orientierung oder Identität“.

### Nachgeordneter Bereich
Dem Ministerium nachgeordnet sind die Streitkräfte, die Wehrverwaltung (Bundeswehrverwaltung), die Militärseelsorge und die Rechtspflege.
Die Streitkräfte bestehen aus den militärischen Organisationsbereichen
- der Teilstreitkräfte
  - Heer
  - Luftwaffe
  - Marine
  - Cyber- und Informationsraum (ab 1. April 2017 militärischer Organisationsbereich, seit 1. Mai 2024 Teilstreitkraft)
- und dem Unterstützungsbereich

Dem Ministerium unmittelbar unterstellt sind:
- Operatives Führungskommando der Bundeswehr
- Unterstützungskommando der Bundeswehr
- Führungsakademie der Bundeswehr
- Bundesamt für den Militärischen Abschirmdienst
- Planungsamt der Bundeswehr
- Zentrum Innere Führung

Die zivilen Organisationsbereiche sind:
- Bundeswehrverwaltung
  - Organisationsbereich Personal
  - Organisationsbereich Ausrüstung, Informationstechnik und Nutzung
  - Organisationsbereich Infrastruktur, Umweltschutz und Dienstleistungen
- Rechtspflege der Bundeswehr
- Militärseelsorge

Bis 2012 gliederte sich die Bundeswehrverwaltung sich in Territoriale Wehrverwaltung (TerrWV) und Rüstungsbereich.
Streitkräfte und zivile Organisationsbereiche bilden zusammen die Bundeswehr. Das Bundesministerium ist als oberste Bundesbehörde weder Teil der Streitkräfte noch der Bundeswehrverwaltung.
Von 1970 bis 2000 gab es die beiden dem Ministerium unterstellten militärischen Organisationsbereiche Zentrale Militärische Dienststellen und Zentrale Sanitätsdienststellen.

## Haushalt
Der Haushalt des Bundesministeriums der Verteidigung sowie der Bundeswehr als nachgeordnetem Bereich ergeben sich aus dem Einzelplan 14 des jeweiligen Bundeshaushaltsgesetzes. Gemäß Art. 87a Abs. 1 Grundgesetz müssen sich auch die „zahlenmäßige Stärke [der Streitkräfte] und die Grundzüge ihrer Organisation […] aus dem Haushaltsplan ergeben“.
Beschaffungsaufträge des Verteidigungsministeriums mit einem Wert über 25 Mio. Euro müssen, zusätzlich zur Veranschlagung und Bewilligung im Haushalt und zur Beratung im Verteidigungsausschuss des Bundestages, vor dem Vertragsabschluss gesondert durch den Haushaltsausschuss freigegeben werden. Diese sogenannte „25-Millionen-Euro-Vorlage“, ehemals „50-Millionen-DM-Vorlage“, führte der Haushaltsausschuss 1981 per Grundsatzbeschluss ein.

### Vergleich zum BIP und dem Bundeshaushalt
Im Kontext der Entwicklung des Etats für Verteidigung bzw. des BMVg werden oft folgende zwei Vergleiche thematisiert:

#### Gegenüber dem BIP
Die Entwicklung des Etat des BMVg gegenüber dem Bruttoinlandsprodukt (BIP) zeigt die Wikipedia-Tabelle über den ab dem Jahr 1953 jährlichen Anteil der Militärausgaben Deutschlands am deutschen BIP.

#### Gegenüber dem Bundeshaushalt
- Im Jahr 2022 stellte dazu beispielsweise Destatis fest, dass der Anteil der Verteidigungsausgaben an den Gesamtausgaben des deutschen Staates sich von 3,9 % im Jahr 1991 auf 2,1 % im Jahr 2021[20] fast halbiert hatte.
- Die Entwicklung des Etat des BMVg gegenüber dem Bundeshaushalt ist in den 25 Jahren von 1995 (237.600.000T-Euro) bis 2020 (443.431.974 T-Euro) auf rund 187 % gestiegen bei gleichzeitigem Anstieg beim Etat des BMVg auf rd. 189 % (24.393.000 T-Euro in 1995 und 46.114.055 T-Euro in 2020). Wobei:

1. Die Anzahl der Menschen in Uniform bei der Bundeswehr im gleichen Zeitraum ging allerdings  auf rd. 53,4 % zurück (von 344.690 in 1995 auf 183.969 im Jahr 2020).
2. Der Anteil „Aufwand Personalkosten“ im BMVg  betrug im Jahr 1995 rd. 12.612.000 T-Euro, 17 Jahre später im Jahr 2012 waren es 13.592.151 T-Euro, somit auf den ersten Blick ein geringer Anstieg auf rd. 107,8 %. Dies erfolgte allerdings bei gleichzeitiger sehr deutlicher Abnahme der Anzahl der Menschen in Uniform bei der Bundeswehr (von 344.690 in 1995) auf 197.880 im Jahr 2012 und somit erfolgte dort ein Rückgang auf 57,4 %.
3. Das daraus rechnerische Durchschnittsgehalt ist

- somit innerhalb von 17 Jahren von 1995 bis zum Jahr 2012 von 36.589 Euro auf 68.689 Euro und damit auf 187,7 % angestiegen und
- innerhalb von 25 Jahren von 1995 bis zum Jahr 2020 von 36.589 Euro auf 104.637 Euro und damit auf 285,98 % angestiegen.

#### Der Haushalt des BMVg seit 1959
Anfang des Jahres 2015 wurde u. a. von der Bundeszentrale für politische Bildung (bpb) festgestellt, dass im Jahr 2014 der Etat für die Streitkräfte bzw. das BMVg weiterhin die zweithöchste Ausgabepositionen im Bundeshaushalt war und es wurde dort u. a. formuliert: „An der ressortinternen Verteilung der jeweiligen Verteidigungsbudgets seit Wiederaufstellung der Bundeswehr im Jahr 1955 kann man im Zeitverlauf den Wandel weg von verteidigungsinvestiven Ausgaben hin zu den Betriebsausgaben und dabei insbesondere hin zu den Personalausgaben erkennen.“
Folgende Tabelle zeigt die Entwicklung der jährlichen Finanzausstattung und somit des jährlichen Haushalts des Bundesministerium der Verteidigung in den vergangenen Jahren, dabei sind die Euro-Angaben hier alle außer in Spalte [8] in Form von Tausend-Euro-Beträgen angegeben und die Spalten [6] und [8] sind hier errechnet. Zur Datenherkunft:
1. Quellen für die Spalten [2] bis [5] sind insbesondere das Tool „Bundeshaushalt digital“vom Bundesministeriums der Finanzen (BMF)[22], BMF-Monatsbericht[23], Zahlen gemäß bpb-Veröffentlichungen[24][25] sowie Destatis-Daten.[26][27]
2. Quellen für die Spalte [7] der „Jahresdurchschnittsstärke von Soldatinnen und Soldaten“ sind eine Statista-Auwertung[28] sowie Daten vom BMVg.[29]

Bei einer Bewertung bzw. Interpretation der Entwicklung des Etats für Verteidigung bzw. des BMVg sollte stets beachtet werden:
- Im Jahr 1990 erfolgte die Deutsche Wiedervereinigung.
- Die „Neuausrichtung der Bundeswehr" ab dem Jahr 2010 beinhaltete die Aussetzung der Wehrpflicht zum 1. Juli 2011.
- Anfang des Jahres 2022 wurde, ausgelöst durch den Russischen Überfall auf die Ukraine, ein Sondervermögen für die Bundeswehr in Höhe von rund 100 Milliarden Euro, das über 5 Jahre außerhalb des Etats des BMVg läuft, geschaffen.

| Jahr / Spalte | IST- Höhe Haushalt Bund (in T- Euro) | davon BMVg (in T- Euro) | BMVg- Anteil vom Bund | Aufwand Personal- kosten (in T- Euro) | Anteil Personal- kosten am Etat des BMVg | Anzahl Menschen in Uniform | Personal- kosten je Mensch in Uniform in Euro |
| ------------- | ------------------------------------ | ----------------------- | --------------------- | ------------------------------------- | ---------------------------------------- | -------------------------- | --------------------------------------------- |
| [1]           | [2]                                  | [3]                     | [4]=[3]/[2]           | [5]                                   | [6]=[5]/[3]                              | [7]                        | [8]=[5]/[7]                                   |
| 1959          | 19.991.513                           | 4.340.000               | 21,71 %               | o.A.                                  | 20 %                                     | 248.800                    | ---                                           |
| 1969          | 42.100.000                           | 9.750.000               | 23,16 %               | o.A.                                  | 41 %                                     | 455.114                    | ---                                           |
| 1975          | 80.200.000                           | 15.980.000              | 19,93 %               | o.A.                                  | 45 %                                     | 486.206                    | ---                                           |
| 1980          | 110.300.000                          | 20.130.000              | 18,25 %               | o.A.                                  | 45 %                                     | 490.243                    | ---                                           |
| 1985          | 131.500.000                          | 24.990.000              | 19,00 %               | o.A.                                  | 41 %                                     | 495.361                    | ---                                           |
| 1990          | 194.400.000                          | 27.850.000              | 14,33 %               | o.A.                                  | 45 %                                     | 458.752                    | ---                                           |
| 1995          | 237.600.000                          | 24.393.000              | 10,27 %               | 12.612.000                            | 51,70 %                                  | 344.690                    | 36.589                                        |
| 2000          | 244.400.000                          | 23.123.000              | 9,46 %                | 11.840.000                            | 51,20 %                                  | 318.713                    | 37.149                                        |
| 2001          | 243.200.000                          | 24.195.000              | 9,95 %                | 11.927.000                            | 49,30 %                                  | 306.087                    | 38.966                                        |
| 2002          | 249.300.000                          | 24.523.000              | 9,84 %                | 12.051.000                            | 49,14 %                                  | 294.800                    | 40.879                                        |
| 2003          | 256.700.000                          | 24.409.000              | 9,51 %                | 12.159.000                            | 49,81 %                                  | 283.723                    | 42.855                                        |
| 2004          | 251.600.000                          | 23.740.000              | 9,44 %                | 11.578.000                            | 48,77 %                                  | 263.990                    | 43.858                                        |
| 2005          | 259.800.000                          | 23.710.000              | 9,13 %                | 11.348.000                            | 47,86 %                                  | 251.722                    | 45.081                                        |
| 2006          | 261.000.000                          | 23.946.000              | 9,17 %                | 11.177.000                            | 46,68 %                                  | 249.694                    | 44.763                                        |
| 2007          | 292.884.615                          | 24.549.000              | 8,38 %                | 11.159.000                            | 45,46 %                                  | 248.995                    | 44.816                                        |
| 2008          | 304.600.000                          | 25.738.000              | 8,45 %                | 11.422.000                            | 44,38 %                                  | 247.619                    | 46.127                                        |
| 2009          | 303.300.000                          | 26.858.000              | 8,86 %                | 11.702.000                            | 43,57 %                                  | 249.900                    | 46.827                                        |
| 2010          | 303.700.000                          | 27.074.000              | 8,91 %                | 11.668.000                            | 43,10 %                                  | 245.823                    | 47.465                                        |
| 2011          | 305.800.000                          | 27.008.000              | 8,83 %                | 11.421.000                            | 42,29 %                                  | 206.091                    | 55.417                                        |
| 2012          | 307.115.983                          | 33.511.873              | 10,91 %               | 13.592.151                            | 40,56 %                                  | 197.880                    | 68.689                                        |
| 2013          | 308.201.358                          | 32.814.495              | 10,65 %               | o.A.                                  | ---                                      | 184.012                    | ---                                           |
| 2014          | 295.872.474                          | 33.142.022              | 11,20 %               | o.A.                                  | ---                                      | 182.703                    | ---                                           |
| 2015          | 311.715.928                          | 33.997.055              | 10,91 %               | o.A.                                  | ---                                      | 179.633                    | ---                                           |
| 2016          | 317.444.824                          | 35.141.360              | 11,07 %               | o.A.                                  | ---                                      | 177.800                    | ---                                           |
| 2017          | 331.038.991                          | 36.950.529              | 11,16 %               | 17.820.000                            | 48,23 %                                  | 178.881                    | 99.619                                        |
| 2018          | 348.292.848                          | 38.906.072              | 11,17 %               | 17.900.000                            | 46,01 %                                  | 179.791                    | 99.560                                        |
| 2019          | 357.121.422                          | 43.117.974              | 12,07 %               | 18.760.000                            | 43,51 %                                  | 182.969                    | 102.531                                       |
| * 2020        | 443.431.974                          | 46.114.055              | 10,40 %               | 19.250.000                            | 41,74 %                                  | 183.969                    | 104.637                                       |
| * 2021        | 557.093.046                          | 47.237.396              | 8,48 %                | 19.300.000                            | 40,86 %                                  | 183.725                    | 105.048                                       |
| * 2022        | 481.304.311                          | 50.598.838              | 10,51 %               | 19.880.000                            | 39,29 %                                  | 183.049                    | 108.605                                       |
| ** 2023       | 457.663.395                          | 51.176.635              | 11,18 %               | 20.630.000                            | 40,31 %                                  | 181.807                    | 113.472                                       |
| ** 2024       | 474.753.728                          | 50.287.145              | 10,59 %               | 22.470.000                            | 44,68 %                                  | 180.876                    | 124.229                                       |
| ** 2025       | 503.006.410                          | ---                     | ---                   | ---                                   | ---                                      | 181.556                    | ---                                           |

* bedeutet dabei: Die starken vorübergehenden Anwächse des Bundes-Gesamthaushalts in den Jahren 2020 bis 2022 waren insbesondere durch Sonderumstände und -Ausgaben der COVID-19-Pandemie bedingt, siehe diesbezüglich auch beim Haushalt des BMG.
** bedeutet dabei: Für 2025 ist bislang nur der geplante Bundesetat verfügbar und ab dem Jahr 2025 gibt es neben dem hier aufgeführten "Kernhaushaltetat“ zusätzlich das „Sondervermögen Infrastruktur und Klimaneutralität“ (SVIK) sowie vom Jahr 2022 bis einschließlich dem Jahr 2027 das „Sondervermögen Bundeswehr“

### Details einzelner Haushaltsjahre

#### 2024
Der Haushalt für 2024 umfasst 51,95 Milliarden Euro. Im Einzelnen:
- Personalausgaben (22,47 Milliarden Euro)
- Sächliche Verwaltungsausgaben (11,18 Milliarden Euro)
- Militärische Beschaffungen, Anlagen usw. (15,20 Milliarden Euro)
- Zuweisungen und Zuschüsse (2,65 Milliarden Euro)
- Ausgaben für Investitionen (0,44 Milliarden Euro)

Im Vergleich zu 2023 stieg der Verteidigungshaushalt um 3,7 Prozent.
Im Bundeshaushalt 2024 ist die Verteilung der 2984,5 Stellen wie folgt vorgesehen (in Klammern Ist-Besetzung zum 1. Oktober 2023)::176 f.
- 1088,0 Soldaten (1090,9)
- 1564,5 Beamte (1357)
- 0332,0 Arbeitnehmer (412)

#### 2023
Der Haushalt für 2023 umfasst 50,12 Milliarden Euro. Im Einzelnen:
- Personalausgaben (20,63 Milliarden Euro)
- Sächliche Verwaltungsausgaben (8,84 Milliarden Euro)
- Militärische Beschaffungen, Anlagen usw. (18,44 Milliarden Euro)
- Zuweisungen und Zuschüsse (2,40 Milliarden Euro)
- Ausgaben für Investitionen (0,40 Milliarden Euro)
- Besondere Finanzierungsausgaben (−0,60 Milliarden Euro)

Im Vergleich zu 2022 fiel der Verteidigungshaushalt um 0,6 Prozent.
Im Bundeshaushalt 2023 ist die Verteilung der 3007,5 Stellen wie folgt vorgesehen (in Klammern Ist-Besetzung zum 1. Oktober 2022)::3214 f.
- 1110,0 Soldaten (1095,5)
- 1539,5 Beamte (1309)
- 0358,0 Arbeitnehmer (401)

#### 2022
Der Haushalt für 2022 umfasst 50,4 Milliarden Euro. Im Einzelnen:
- Personalausgaben (19,88 Milliarden Euro)
- Sächliche Verwaltungsausgaben (8,40 Milliarden Euro)
- Militärische Beschaffungen, Anlagen usw. (20,42 Milliarden Euro)
- Zuweisungen und Zuschüsse (2,10 Milliarden Euro)
- Ausgaben für Investitionen (0,36 Milliarden Euro)
- Besondere Finanzierungsausgaben (−0,73 Milliarden Euro)

Im Vergleich zu 2021 stieg der Verteidigungshaushalt um 7,4 Prozent.
Im Bundeshaushalt 2022 ist die Verteilung der 2972,5 Stellen wie folgt vorgesehen (in Klammern Ist-Besetzung zum 1. Juni 2021)::2313 f.
- 1097,0 Soldaten (1082)
- 1500,5 Beamte (1205)
- 0375,0 Arbeitnehmer (402)

#### 2021
Der Haushalt für 2021 umfasst 46,93 Milliarden Euro. Im Einzelnen:
- Personalausgaben (19,30 Milliarden Euro)
- Sächliche Verwaltungsausgaben (7,62 Milliarden Euro)
- Militärische Beschaffungen, Anlagen usw. (18,15 Milliarden Euro)
- Zuweisungen und Zuschüsse (1,93 Milliarden Euro)
- Ausgaben für Investitionen (0,57 Milliarden Euro)
- Besondere Finanzierungsausgaben (−0,63 Milliarden Euro)

Im Vergleich zu 2020 stieg der Verteidigungshaushalt um 4,2 Prozent.
Im Bundeshaushalt 2021 ist die Verteilung der 2876,5 Stellen wie folgt vorgesehen (in Klammern Ist-Besetzung zum 1. Juni 2020):
- 1092,0 Soldaten (1068)
- 1411,5 Beamte (1137)
- 0373,0 Arbeitnehmer (420)

#### 2020
Der Haushalt für 2020 umfasst 45,05 Milliarden Euro. Im Einzelnen:
- Personalausgaben (19,25 Milliarden Euro)
- Sächliche Verwaltungsausgaben (7,21 Milliarden Euro)
- Militärische Beschaffungen, Anlagen usw. (16,59 Milliarden Euro)
- Zuweisungen und Zuschüsse (1,84 Milliarden Euro)
- Ausgaben für Investitionen (0,35 Milliarden Euro)
- Besondere Finanzierungsausgaben (−0,18 Milliarden Euro)

Im Vergleich zu 2019 stieg der Verteidigungshaushalt um 4,2 Prozent.
Im Bundeshaushalt 2020 ist die Verteilung der 2764,5 Stellen wie folgt vorgesehen (in Klammern Ist-Besetzung zum 1. Juni 2019):
- 1083,0 Soldaten (1062)
- 1308,5 Beamte (1054)
- 0373,0 Arbeitnehmer (425)

## Bundesminister seit 1955
Nach Art. 65a Abs. 1 GG hat der Bundesminister der Verteidigung die Befehls- und Kommandogewalt über die Streitkräfte der Bundesrepublik Deutschland. Er steht an der Spitze des Ministeriums und führt gemäß Ressortprinzip (Art. 65, Satz 2 GG) seinen Geschäftsbereich selbstständig und in eigener Verantwortung und besitzt damit Weisungsbefugnis gegenüber allen Angehörigen der Bundeswehr einschließlich der zivilen Mitarbeiter.
Wird das Bundesgebiet mit Waffengewalt angegriffen oder steht ein solches Ereignis unmittelbar bevor, können Bundestag und Bundesrat den Verteidigungsfall gem. Art. 115a GG feststellen, wodurch die Befehls- und Kommandogewalt gem. Art. 115b GG auf den Bundeskanzler übergeht.
Mit Christine Lambrecht leitete von Dezember 2021 bis Januar 2023 nach Ursula von der Leyen und Annegret Kramp-Karrenbauer zum dritten Mal in Folge eine Frau das Ministerium. Ihre Nachfolge trat am 19. Januar 2023 Boris Pistorius (SPD) an. Er gehörte zunächst dem Kabinett Scholz und seit Mai 2025 dem Kabinett Merz an.
| Name                                | Bild                            | Partei                          | Beginn der Amtszeit             | Ende der Amtszeit               | Kabinett(e)                             |                                 |
| Bundesminister für Verteidigung     | Bundesminister für Verteidigung | Bundesminister für Verteidigung | Bundesminister für Verteidigung | Bundesminister für Verteidigung | Bundesminister für Verteidigung         | Bundesminister für Verteidigung |
| ----------------------------------- | ------------------------------- | ------------------------------- | ------------------------------- | ------------------------------- | --------------------------------------- | ------------------------------- |
| Theodor Blank (1905–1972)           |                                 | CDU                             | 7. Juni 1955                    | 16. Oktober 1956                | Adenauer II                             |                                 |
| Franz Josef Strauß (1915–1988)      |                                 | CSU                             | 16. Oktober 1956                | 29. Dezember 1961               | Adenauer III Adenauer IV                |                                 |
| Bundesminister der Verteidigung     |                                 |                                 |                                 |                                 |                                         |                                 |
| Franz Josef Strauß (1915–1988)      |                                 | CSU                             | 30. Dezember 1961               | 9. Januar 1963                  | Adenauer IV                             |                                 |
| Kai-Uwe von Hassel (1913–1997)      |                                 | CDU                             | 9. Januar 1963                  | 1. Dezember 1966                | Adenauer V Erhard I Erhard II           |                                 |
| Gerhard Schröder (1910–1989)        |                                 | CDU                             | 1. Dezember 1966                | 21. Oktober 1969                | Kiesinger                               |                                 |
| Helmut Schmidt (1918–2015)          |                                 | SPD                             | 22. Oktober 1969                | 7. Juli 1972                    | Brandt I                                |                                 |
| Georg Leber (1920–2012)             |                                 | SPD                             | 7. Juli 1972                    | 16. Februar 1978                | Brandt I Brandt II Schmidt I Schmidt II |                                 |
| Hans Apel (1932–2011)               |                                 | SPD                             | 17. Februar 1978                | 1. Oktober 1982                 | Schmidt II Schmidt III                  |                                 |
| Manfred Wörner (1934–1994)          |                                 | CDU                             | 4. Oktober 1982                 | 18. Mai 1988                    | Kohl I Kohl II Kohl III                 |                                 |
| Rupert Scholz (* 1937)              |                                 | CDU                             | 18. Mai 1988                    | 21. April 1989                  | Kohl III                                |                                 |
| Gerhard Stoltenberg (1928–2001)     |                                 | CDU                             | 21. April 1989                  | 31. März 1992                   | Kohl III Kohl IV                        |                                 |
| Volker Rühe (* 1942)                |                                 | CDU                             | 1. April 1992                   | 26. Oktober 1998                | Kohl IV Kohl V                          |                                 |
| Rudolf Scharping (* 1947)           |                                 | SPD                             | 27. Oktober 1998                | 19. Juli 2002                   | Schröder I                              |                                 |
| Peter Struck (1943–2012)            |                                 | SPD                             | 19. Juli 2002                   | 22. November 2005               | Schröder I Schröder II                  |                                 |
| Franz Josef Jung (* 1949)           |                                 | CDU                             | 22. November 2005               | 28. Oktober 2009                | Merkel I                                |                                 |
| Karl-Theodor zu Guttenberg (* 1971) |                                 | CSU                             | 28. Oktober 2009                | 3. März 2011                    | Merkel II                               |                                 |
| Thomas de Maizière (* 1954)         |                                 | CDU                             | 3. März 2011                    | 17. Dezember 2013               | Merkel II                               |                                 |
| Ursula von der Leyen (* 1958)       |                                 | CDU                             | 17. Dezember 2013               | 17. Juli 2019                   | Merkel III Merkel IV                    |                                 |
| Annegret Kramp-Karrenbauer (* 1962) |                                 | CDU                             | 17. Juli 2019                   | 8. Dezember 2021                | Merkel IV                               |                                 |
| Christine Lambrecht (* 1965)        |                                 | SPD                             | 8. Dezember 2021                | 19. Januar 2023                 | Scholz                                  |                                 |
| Boris Pistorius (* 1960)            |                                 | SPD                             | 19. Januar 2023                 | amtierend                       | Scholz Merz                             |                                 |

## Wehrdienst der Bundesverteidigungsminister und Staatssekretäre
Von den achtzehn Bundesministern der Verteidigung haben zwölf Wehrdienst (bzw. Kriegsdienst) geleistet. Davon bekleideten sechs einen Reserveoffizier- und vier einen Reserveunteroffizier-Dienstgrad. Von den neunzehn Parlamentarischen Staatssekretären haben neun gedient; fünf als Reserveoffiziere und einer als Reserveunteroffizier.
Hans Apel war der erste Bundesminister der Verteidigung, der keinen Kriegsdienst geleistet hatte und gehörte – wie auch seine Amtsnachfolger Manfred Wörner und Rupert Scholz – zu den sogenannten Weißen Jahrgängen, die keinen Grundwehrdienst leisten mussten. Manfred Wörner wurde während Wehrübungen bis zum Rang eines Obersts der Reserve der Luftwaffe befördert. Gerhard Stoltenberg musste aufgrund seines Geburtsjahrs zwar ebenfalls keinen Wehrdienst in der Bundesrepublik leisten, wurde aber 1944 als Marinehelfer eingezogen.
Volker Rühe und Peter Struck wurden aufgrund ihres Studiums vom Wehrdienst zurückgestellt, und danach altersbedingt nicht mehr herangezogen.
Helmut Schmidt war der erste Bundesminister der Verteidigung, der Wehrdienst im Rahmen einer Wehrübung in der Bundeswehr geleistet hat. Auch Rudolf Scharping, Franz Josef Jung, Karl-Theodor zu Guttenberg, Thomas de Maizière und Boris Pistorius leisteten Wehrdienst.
Die Bundesministerinnen der Verteidigung Ursula von der Leyen, Annegret Kramp-Karrenbauer und Christine Lambrecht waren als Frauen nicht von der allgemeinen Wehrpflicht betroffen und haben auch keinen freiwilligen Wehrdienst geleistet. Diesen hätten sie zu ihrer Zeit ausschließlich als Sanitätsoffizier leisten können.